# Artagerses
Artagerses était le général des Cadusiens et chef militaire du roi perse Artaxerxès II.

## Histoire
Artagerses selon Plutarque, le chef des Cadusii dans la lutte contre l'usurpateur Cyrus. Peut-être étymologie Arta-garša son nom signifie « celui qui pratique la justice, l'ordre, la vérité ». Selon des auteurs anciens, Artagers était l'un des commandants de l'armée d'Artaxerxès II lors de la bataille de Counaxa, qui eut lieu en 401 av. J.-C., lorsque le frère cadet d'Artaxerxès II Cyrus le Jeune a réclamé le trône persan.